# Alan Dargin

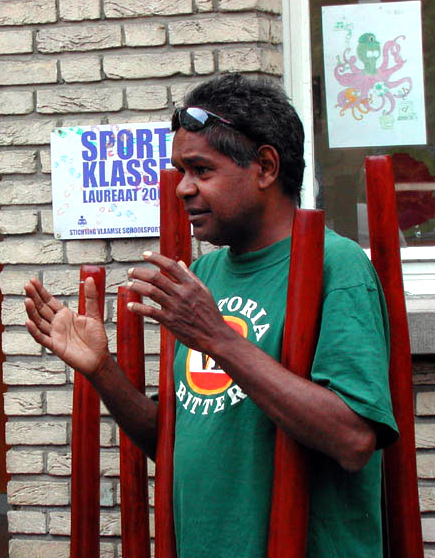
Alan Dargin, 2003

Alan Dargin (* 13. Juli 1967; † 24. Februar 2008 in Sydney) war ein australischer Musiker.
Alan Dargin widmete sein Leben dem Didgeridoo, dem möglicherweise ältesten Musikinstrument der Erde. Er erlernte das Spielen im Alter von 5 Jahren, wie es die Tradition vorschreibt, von seinem Großvater. 
Dargin war der erste Ureinwohner Australiens, der mit dem Didgeridoo weltweit auftrat. Dargin trat unter anderem in New York, Paris und in London mit dem London Symphony Orchestra auf. Ebenso absolvierte er Auftritte im Fernsehen sowie auf allen großen Didgeridoo-Festivals.
Er wirkte außerdem als Darsteller in einigen Filmen mit, unter anderem im Jahre 1995 in der australischen Komödie Priscilla – Königin der Wüste.
Dargin erlag am 24. Februar 2008 im Saint Vincents Hospital in Sydney einer Gehirnblutung.

## Diskographie
- DidgeriDuo (mit Gary 'The DidgeMan' Thomas, 2001, Label: Aquarius International Music)
- Cross-Hatch (mit Michael Atherton, 1998)
- Two Stories in One (mit Reconciliation, 1994)
- Bloodwood: The Art of the Didjeridu (mit Michael Atherton, 1993)